# Piazza della Chiesa Nuova
```

```

La Piazza della Chiesa Nuova (français: place de la Nouvelle Église) est une place romaine située entre le corso Vittorio Emanuele II et la via dei Filippini, dans le rione Parione.

## Description
Sur son côté le plus célèbre se trouvent, côte à côte, l'église de Santa Maria in Vallicella, et l'Oratorio dei Filippini, dû à Francesco Borromini, où, au deuxième étage, est hébergée la Bibliothèque Vallicelliana.
Dans le square au milieu de la place, on trouve aussi la Fontaine de la Terrine, à l'origine placée au milieu de la place Campo de' Fiori, puis déplacée ici en 1899, pour faire de la place pour le monument à Giordano Bruno. On y voit également une statue du poète du XVIIIe siècle Pietro Metastasio, se trouvant à l'origine, en 1886, piazza di San Silvestro, puis, en 1910, placée à son emplacement actuel.

## Origine du nom
Le nom de la place se réfère à la construction de la nouvelle église de San Filippo Neri, (Chiesa Nuova), construite à la place d'une vieille église du même nom, avec le soutien de Grégoire XIII et du cardinal romain Pierdonato Cesi. La dépouille mortelle du cardinal repose dans l'église elle-même. 

## Image

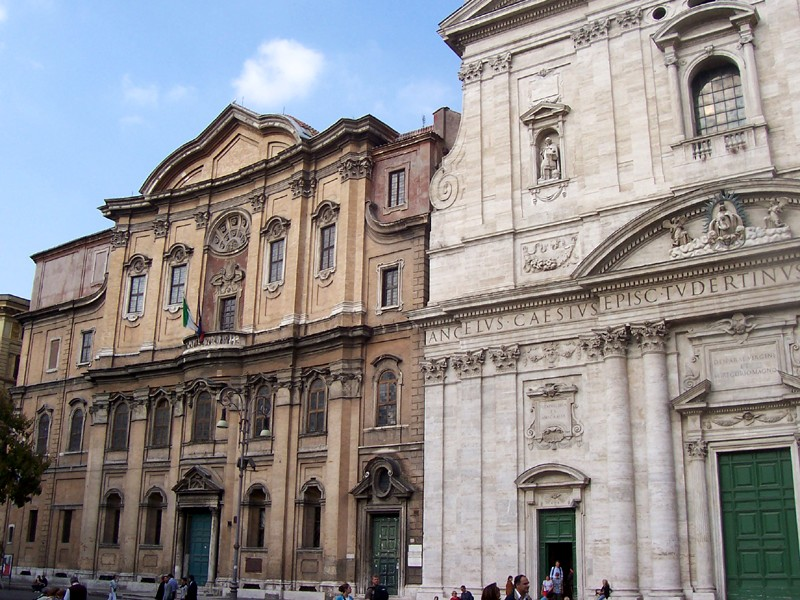
La Piazza della Chiesa Nuova: l'Oratorio dei Filippini (sur la gauche) et Santa Maria in Vallicella